# Dwa dni w Paryżu
Dwa dni w Paryżu (ang. 2 Days in Paris) – francusko-niemiecka komedia romantyczna z 2007 roku w reżyserii Julie Delpy. Zdjęcia kręcono w Paryżu.

## Fabuła
Francuzka Marion i Amerykanin Jack mieszkają w Nowym Jorku. Chcąc ożywić swój związek, wyruszają w podróż po Europie. Pobyt w Wenecji okazał się katastrofą (oboje nabawili się dolegliwości gastrycznych). Nadzieją jest pobyt w Paryżu. Mają 2 dni na zapamiętanie wyjazdu jako udanego.
Rodzice Marion są pełnymi temperamentu dojrzałymi ludźmi. Ich córka okazuje się być szukającą szczęścia w miłości kobietą. Spotyka w trakcie wycieczki po Paryżu swoich byłych kochanków, a Jack nie jest w stanie zrozumieć romansów swojej partnerki sprzed lat, tym bardziej, że nie wie, czy na pewno już się zakończyły. Film kończy szczera rozmowa bohaterów.

## Obsada
- Julie Delpy – Marion
- Adam Goldberg – Jack
- Daniel Brühl – Lukas
- Marie Pillet – Anna, matka Marion
- Albert Delpy – Jeannot, ojciec Marion
- Aleksia Landeau – Rose, siostra Marion
- Adán Jodorowsky – Mathieu